# Candolleova slabunjavka
Candolleova slabunjavka (lat. Psathyrella candolleana) je jestiva gljiva iz porodice (Psathyrellaceae). Često se nalazi na travnjacima ili pašnjacima u Europi i Sjevernoj Americi. Jestiva je, ali se ne preporučuje zbog slabe kulinarske vrijednosti i konzistencije, kao i poteškoća u otkrivanju.

## Opis
Klobuk candolleove slabunjavke je širok od 3 do 6 centimetara, u mladosti zvonolik ili polukružan, zatim otvoren, lomljiv, vlažan, najprije injast, zatim gladak; ako je kišovito vrijeme ističe se smeđasta boja, dok po suhom vremenu prevladava bjelkasta boja, a ispupčenje je oker; kod mladih primjeraka na rubu su uvijek prisutni ostaci ovoja u vidu nježnih krpica ili zubaca. 
Listići su gusti, najprije bijeli, zatim purpurnoljubičasti i potom tamnosmeđi s bjelkastim rubom, tanki, slobodni i nejednako dugi.     
Stručak je visok od 3 do 6 centimetara, vrlo lomljiv, vlaknast, u gornjem dijelu slabo brazdast, šupalj, na osnovi često zadebljan, bijel.       
Meso je tanko, vrlo krhko, bijelo, miris ugodan, okus tečan.   
Spore su eliptične, glatke, 7 - 8 x 4 – 4,5 μm, otrusina je purpurnosmeđe boje. 

## Kemijske reakcije
Meso s fenolanilinom lagano postaje crveno.

## Stanište
Raste skupno ili busenasto od proljeća do sredine jeseni u vlažnim šumama, u blizini panjeva, po parkovima i uz šumske putove.     

## Upotrebljivost
Candolleova slabunjavka je jestiva; međutim, nije česta tako da ne možemo računati s obilatim obrocima.

## Sličnosti
Moguća je zamjena s nekim sličnim vrstama iz roda Psathyrella, koje su također jestive. Međutim, ako pazite na vrlo lomljivo meso, maljavo krpasti rub klobuka i u gornjem dijelu naboran stručak, teško da se može pogriješiti. 

## Vanjske poveznice
|  | Zajednički poslužitelj ima stranicu o temi Psathyrella candolleana    |
|  | Zajednički poslužitelj ima još gradiva o temi Psathyrella candolleana |